# Governo Pellegrini
Il Governo Pellegrini è stato il secondo governo della VII Legislatura della Repubblica Slovacca. È succeduto al Governo Fico III.

## Storia

### La fine del Governo Fico III
In seguito al duplice assassinio del giornalista Ján Kuciak e della fidanzata Martina Kušnírová avvenuto il 22 febbraio 2013 il Governo Fico III è entrato in crisi.
Il giornalista, prima dell'omicidio, stava lavorando su una possibile connessione tra il governo slovacco e la 'Ndrangheta. Precedentemente aveva scritto su presunte frodi fiscali tra noti uomini d'affari ed il partito politico Direzione - Socialdemocrazia (Smer-SD) del Primo Ministro Robert Fico ed in particolare sul Ministro dell'Interno Robert Kaliňák e quello delle Finanze Ján Pociatek. In aggiunta a queste indagini le sue attenzioni si erano concentrate sull'imprenditore Marian Kocner, accusato di frode ed evasione fiscale, ma il cui caso è stato in seguito archiviato dalla magistratura nel 2017.
Il 28 febbraio il sito Aktuality.sk ha pubblicato l'ultimo articolo incompleto di Kuciak che riguardava delle attività collaborative tra Viliam Jasaň, Segretario del Consiglio per la Sicurezza Nazionale slovacca e Mária Trošková, ex modella ed Assistente personale del Primo Ministro Fico con l'organizzazione criminale italiana. Entrambi hanno rassegnato le dimissioni e poco dopo è toccato anche al Ministro della Cultura Marek Maďarič.
In seguito il ministro dell'Interno Robert Kaliňák è stato travolto dalle proteste di piazza, accusato di aver mentito sui rapporti del Governo con i criminali della 'Ndrangheta, sospettati, arrestati e poi rilasciati, di avere avuto un ruolo nell'omicidio Kuciak.
La situazione ha portato il partito di Most-Híd, uno dei tre partiti componenti la coalizione di governo, a richiedere nuove elezioni nel caso in cui Rober Fico non avesse proposto un rimpasto di governo. Il primo ministro Robert Fico ha quindi optato per dare le dimissioni.

### L'affidamento dell'incarico a Peter Pellegrini
Il 16 marzo 2018 il Presidente della Repubblica Andrej Kiska ha affidato a Peter Pellegrini, vice primo ministro del Governo Fico III, l'incarico di formare un nuovo Governo. L'opposizione ha criticato la scelta poiché la figura di Peter Pellegrini era considerata troppo vicina a Robert Fico. Intanto si sono svolte diverse proteste di piazza in tutta la Slovacchia per invocare nuove elezioni.
Il 20 marzo 2018 il Presidente Andrej Kiska ha respinto una prima richiesta del primo ministro designato di formare un nuovo governo, formulando specifiche riserve sulla proposta dei ministri. Quindi ha chiesto a Pellegrini di proporre una nuova lista di nomine di membri del governo.
Il 22 marzo 2018 Peter Pellegrini ha proposto una nuova lista di ministri e ha ottenuto l'incarico dal presidente Andrej Kiska. L'incarico di ministro dell’Interno è stato affidato a Tomáš Drucker, politicamente indipendente, scelto dal Pellegrini per la sua imparzialità, con lo scopo (richiesto dal presidente Kiska) di garantire la regolarità dell'indagine sulla morte di Ján Kuciak.
Il 21 marzo 2020 al governo Pellegrini succede il governo Matovič, sostenuto dalla nuova maggioranza uscita dalle Elezioni parlamentari del 2020.

## Composizione
- I nuovi ministri rispetto al Governo Fico III sono indicati in grassetto, quelli che hanno cambiato dicastero in corsivo.

| Ministero                                                              |  | Nome             | Partito      |
| ---------------------------------------------------------------------- |  | ---------------- | ------------ |
| Primo Ministro                                                         |  | Peter Pellegrini | SMER-SD      |
| Vice primo ministro Responsabile per gli investimenti                  |  | Richard Raši     | SMER-SD      |
| Ministro dell'Interno                                                  |  | Tomáš Drucker    | Indipendente |
| Ministro della Giustizia                                               |  | Gábor Gál        | Most-Híd     |
| Ministro delle Finanze                                                 |  | Peter Kažimír    | SMER-SD      |
| Ministro degli Affari Esteri ed Europei                                |  | Miroslav Lajčák  | Indipendente |
| Ministro dell'Economia                                                 |  | Peter Žiga       | SMER-SD      |
| Ministro dei Trasporti, dei Lavori Pubblici e dello Sviluppo Regionale |  | Árpád Érsek      | Most-Híd     |
| Ministro dell'Agricoltura e dello Sviluppo rurale                      |  | Gabriela Matečná | Indipendente |
| Ministro della Difesa                                                  |  | Peter Gajdoš     | Indipendente |
| Ministro del Lavoro, degli Affari Sociali e della Famiglia             |  | Ján Richter      | SMER-SD      |
| Ministro dell'Ambiente                                                 |  | László Sólymos   | Most-Híd     |
| Ministro dell'Educazione, della Scienza, della Ricerca e dello Sport   |  | Martina Lubyová  | Indipendente |
| Ministro della Cultura                                                 |  | Ľubica Laššáková | SMER-SD      |
| Ministro della Sanità                                                  |  | Andrea Kalavská  | Indipendente |